# IPsec
IPsec er en standardprotokol til sikring af IP-baseret kommunikation.
| Internet | Spire Denne internet-relaterede artikel er en spire som bør udbygges. Du er velkommen til at hjælpe Wikipedia ved at udvide den. |